# Michael Ironside

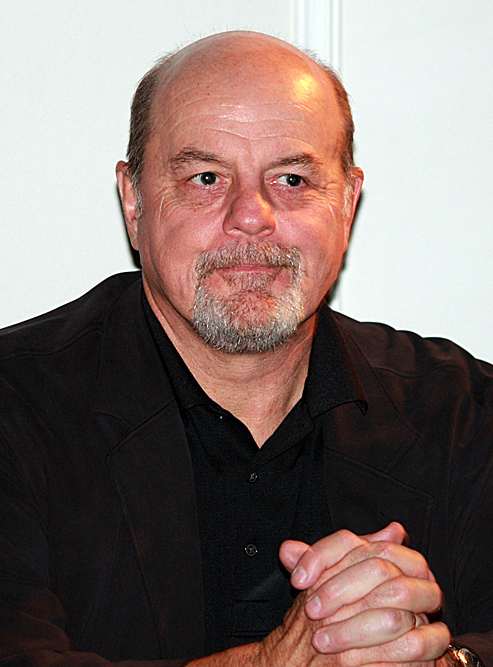
Michael Ironside (2009)

Michael Ironside (* 12. Februar 1950 in Toronto, Ontario; eigentlich Frederick Reginald Ironside) ist ein kanadischer Schauspieler.

## Leben
Ironside wuchs in einer Großfamilie auf. Nachdem er zunächst als Reinigungskraft tätig gewesen war, studierte er am Ontario College of Art. Am Anfang seiner Schauspielkarriere führte er nebenbei mit seinem Bruder eine Dachdeckerfirma. Im Laufe seiner Karriere spielte er in mehr als 250 Film- und Fernsehproduktionen mit, darunter in vielen Serien und etlichen B-Movies.
Nach seinem Umzug nach Los Angeles im Jahr 1982 spielte Ironside vorwiegend finstere und moralisch ambivalente Rollen, oftmals auch Polizisten und Soldaten.
1982 wurde er für Scanners – Ihre Gedanken können töten als bester Nebendarsteller für den Genie Award nominiert. Bei den Gemini Awards wurde er 1989 für One Boy, One Wolf, One Summer, 2002 für die Miniserie The Last Chapter und 2003 für die Folgeserie The Last Chapter II: The War Continues nominiert.
Seine bekanntesten Rollen übernahm Ironside in den Filmen des Regisseurs Paul Verhoeven. So war er Arnold Schwarzeneggers Gegenspieler Richter im Science-Fiction-Film Die totale Erinnerung – Total Recall (1990) und übernahm auch die Rolle als harter Zugführer Lt. Jean Rasczak in Starship Troopers (1997). Ironside ist seit Beginn seiner Laufbahn in etlichen Nebenrollen (z. B. in Top Gun neben Tom Cruise) in Filmen und Fernsehserien (z. B. V – Die außerirdischen Besucher kommen) zu sehen.
Außerdem lieh er Sam Fisher, dem Helden der Computerspiel-Reihe Splinter Cell, bis zum fünften Teil der Reihe, im Original seine Stimme. 2007 ist er im PC-Spiel Command & Conquer 3: Tiberium Wars als GDI General Jack Granger zu sehen. Auch in der Erweiterung „Kanes Rache“ gibt es einen Hinweis auf ihn. Dort taucht in einer der Missionen ein „Experimenteller Ironside-Transporter“ auf.
Ironside hat aus erster Ehe eine Tochter, die 1974 geboren wurde. Seit 1986 ist er mit seiner zweiten Frau verheiratet. Ihre Tochter wurde 1998 geboren.

## Filmografie (Auswahl)
- 1977: Ausgeflippt (Outrageous!)
- 1978: Power Play
- 1978: The Last Campaign
- 1979: Trucker (High-Ballin’)
- 1980: Stone Cold Dead
- 1980: Scanners – Ihre Gedanken können töten (Scanners)
- 1982: Das Horror-Hospital (Visiting Hours)
- 1982: Best Revenge
- 1983: Das A-Team (The A-Team)
- 1983: Spacehunter – Jäger im All (Spacehunter: Adventures in the Forbidden Zone)
- 1984: Cross Country
- 1984: American Nightmare
- 1984–1985: V – Die außerirdischen Besucher kommen (V: The Final Battle, Fernsehserie, 12 Folgen)
- 1985: Der Falke und der Schneemann (The Falcon and the Snowman)
- 1985: Murder In Space
- 1986: Der Hitchhiker (The Hitchhiker, Fernsehserie, Folge 3x08)
- 1986: Jo Jo Dancer – Dein Leben ruft (Jo Jo Dancer, Your Life Is Calling)
- 1986: Top Gun
- 1987: Nowhere To Hide (Fatal Chase)
- 1987: Ausgelöscht (Extreme Prejudice)
- 1987: Mary Lou (Hello Mary Lou: Prom Night II)
- 1988: Watchers
- 1989: Mindfield
- 1989: Murder By Night
- 1989: Hostile Takeover (The Office Party)
- 1990: Die totale Erinnerung – Total Recall (Total Recall)
- 1990: Payback
- 1990, 1995: Geschichten aus der Gruft (Tales from the Crypt, Fernsehserie, 2 Folgen)
- 1991: Der Preis der Schönheit (Drop Dead Gorgeous)
- 1991: McBain
- 1991: Deadly Surveillance
- 1991: Raw Deal (Chaindance)
- 1991: Highlander II – Die Rückkehr (Highlander II – The Quickening)
- 1992: The Vagrant
- 1993: Point of Impact (Spanish Rose)
- 1993: Free Willy – Ruf der Freiheit (Free Willy)
- 1993: Der Kidnapper (Father Hood)
- 1994: Blutige Vergeltung (Dead Man’s Revenge)
- 1994: Karate Kid IV – Die nächste Generation (The Next Karate Kid)
- 1994: The Killing Machine (The Killing Man)
- 1995: Auf Kriegsfuß mit Major Payne (Major Payne)
- 1995: Kids of the Round Table
- 1995–1996: seaQuest DSV (Fernsehserie, 13 Folgen)
- 1995, 1998, 2002: Emergency Room – Die Notaufnahme (ER, Fernsehserie, 7 Folgen)
- 1996: Portraits of a Killer
- 1997: The Arrow
- 1997: FX: The Series
- 1997: Starship Troopers
- 1997: Johnny 2.0 – Die Replikantenfabrik (Johnny 2.0)
- 1997: Denver P.D. – Die Kriegsteufel (One of Our Own)
- 1998: Black Light
- 1998: Captive – Ein kaltblütiger Plan (Captive)
- 1998: Denver P.D. – Killer Woman (The Arrangement)
- 1998: Desert Blue
- 1998: Die Schreckensfahrt der Orion Star (Voyage of Terror)
- 1998: Chicago Cab
- 1999: A Twist Of Faith
- 1999, 2001: Outer Limits – Die unbekannte Dimension (The Outer Limits, Fernsehserie, 2 Folgen)
- 2000: Entwurzelt – Eine Familie am Abgrund (Borderline Normal)
- 2000: Der Sturm (The Perfect Storm)
- 2000: Heavy Metal: F.A.K.K.² (Heavy Metal 2000, Stimme)
- 2000: Nürnberg – Im Namen der Menschlichkeit (Nuremberg)
- 2000: Walker, Texas Ranger (Fernsehserie)
- 2001: Down
- 2001: Ignition – Tödliche Zündung (Ignition)
- 2001: Jett Jackson – Der Film (Jett Jackson: The Movie)
- 2001: Children of the Corn: Revelation
- 2004: Der Maschinist (El Maquinista)
- 2003–2004: Andromeda (Fernsehserie, 2 Folgen)
- 2004, 2010: Smallville (Fernsehserie, 3 Folgen)
- 2005: Reeker
- 2005: Bloodsuckers
- 2005–2006: Desperate Housewives (Fernsehserie, 2 Folgen)
- 2006: Stargate – Kommando SG-1 (Stargate SG-1, Fernsehserie, Folge 9x19)
- 2006: Vulkanausbruch in New York (Disaster Zone: Volcano in New York)
- 2007: Command & Conquer 3: Tiberium Wars
- 2008: Alphabet Killer (The Alphabet Killer)
- 2008: Tornado – Niemand wird ihm entkommen (Storm Cell)
- 2008: Criminal Minds (Fernsehserie, Folge 3x16)
- 2008: Unter Kontrolle (Surveillance)
- 2009: Hardwired
- 2009: Terminator: Die Erlösung (Terminator Salvation)
- 2009: The Butcher – The New Scarface
- 2009: Level 26 – Dunkle Seele (Dark Origins, Kurzfilm)
- 2010: Alyssa und ihr Delphin (Beneath the Blue)
- 2010: Burn Notice (Fernsehserie, Folge 4x01)
- 2010: Castle (Fernsehserie, Folge 2x21)
- 2010: Lake Placid 3 (Fernsehfilm)
- 2011: X-Men: Erste Entscheidung (X-Men: First Class)
- 2012: Community (Fernsehserie, Folge 3x17)
- 2013: Vegas (Fernsehserie, 4 Folgen)
- 2013: Ice Soldiers
- 2014: Extraterrestrial: Sie kommen nicht in Frieden (Extraterrestrial)
- 2015: Turbo Kid
- 2015: The Flash (Fernsehserie, Folge 2x3)
- 2015: Synchronicity
- 2016: Patient 7 (Patient Seven)
- 2016: Die Tokioter Prozesse (Tokyo Trial, Miniserie, alle 4 Folgen)
- 2017: Ransom (Fernsehserie, 3 Folgen)
- 2018: Die Einkreisung (The Alienist, Fernsehserie, vier Folgen)
- 2019: Hawaii Five-0 (Fernsehserie, Folge 9x17)
- 2021: Nobody
- 2022: Kürbis-Chaos in der Heimat (Pumpkin Everything)
- 2022: Barry (Fernsehserie, 2 Folgen)
- 2022: Dracula – The Original Living Vampire (Dracula: The Original Living Vampire)
- 2022: The Fight Machine
- 2023: BlackBerry
- 2025: Nobody 2